# Site paléontologique de La Lieude
Le site paléontologique de La Lieude présente un intérêt international permettant d’observer des empreintes d'animaux pré-mammaliens et des figures de sédimentation. Il se trouve sur la commune de Mérifons, dans le département de l'Hérault.

## Description
C'est une dalle à empreintes datant de près de 250 millions d’années et comprenant 18 pistes d’animaux et 951 empreintes de pas de reptiles pré-mammaliens.
Quatre espèces sont recensées :
- Brontopus circagiganteus
- Lunaepes ollierum
- Merifontichnus thaleri
- Planipes brachydactylus

## Histoire du site
La dalle est découverte en 1950 par un viticulteur.
L'intérêt du site aboutit à un classement en RNV en 1986 pour une durée de six ans. La loi « démocratie de proximité » du 27 février 2002 transforme les RNV en réserves naturelles régionales (RNR), ce qui est le cas pour La Lieude.
Le décret d'application no 2005-491 du 18 mai 2005 précise dans son article 6 que « le classement en RNR court jusqu'à l'échéance de l'agrément qui avait été initialement accordée à la réserve volontaire ». Le classement en RNR a donc pris fin après six ans depuis le dernier agrément, probablement au début des années 2000.
En septembre 2010, La Lieude n'est plus une réserve naturelle régionale.
Depuis le 13 juin 2019, le site de la dalle de la Lieude est protégé par un arrêté préfectoral de protection de géotope.